# Synagoge Hengelo (Gelderland)

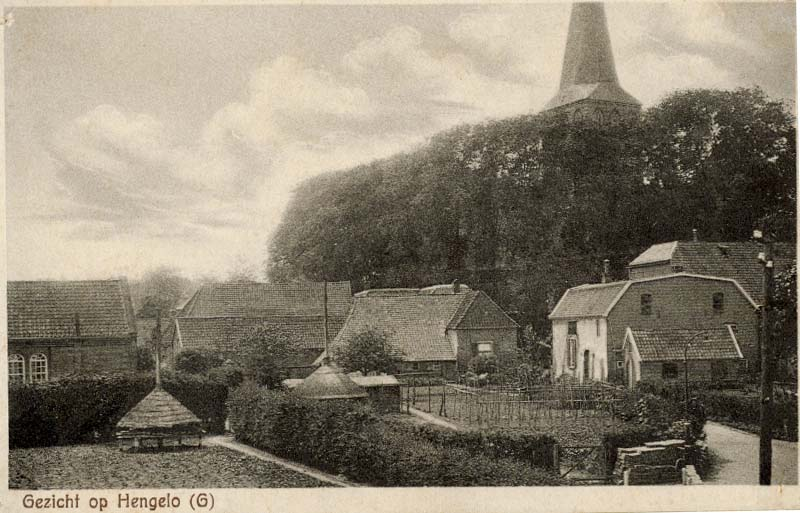
Postkarte mit der Synagoge in Hengelo (am linken Bildrand, circa 1931)

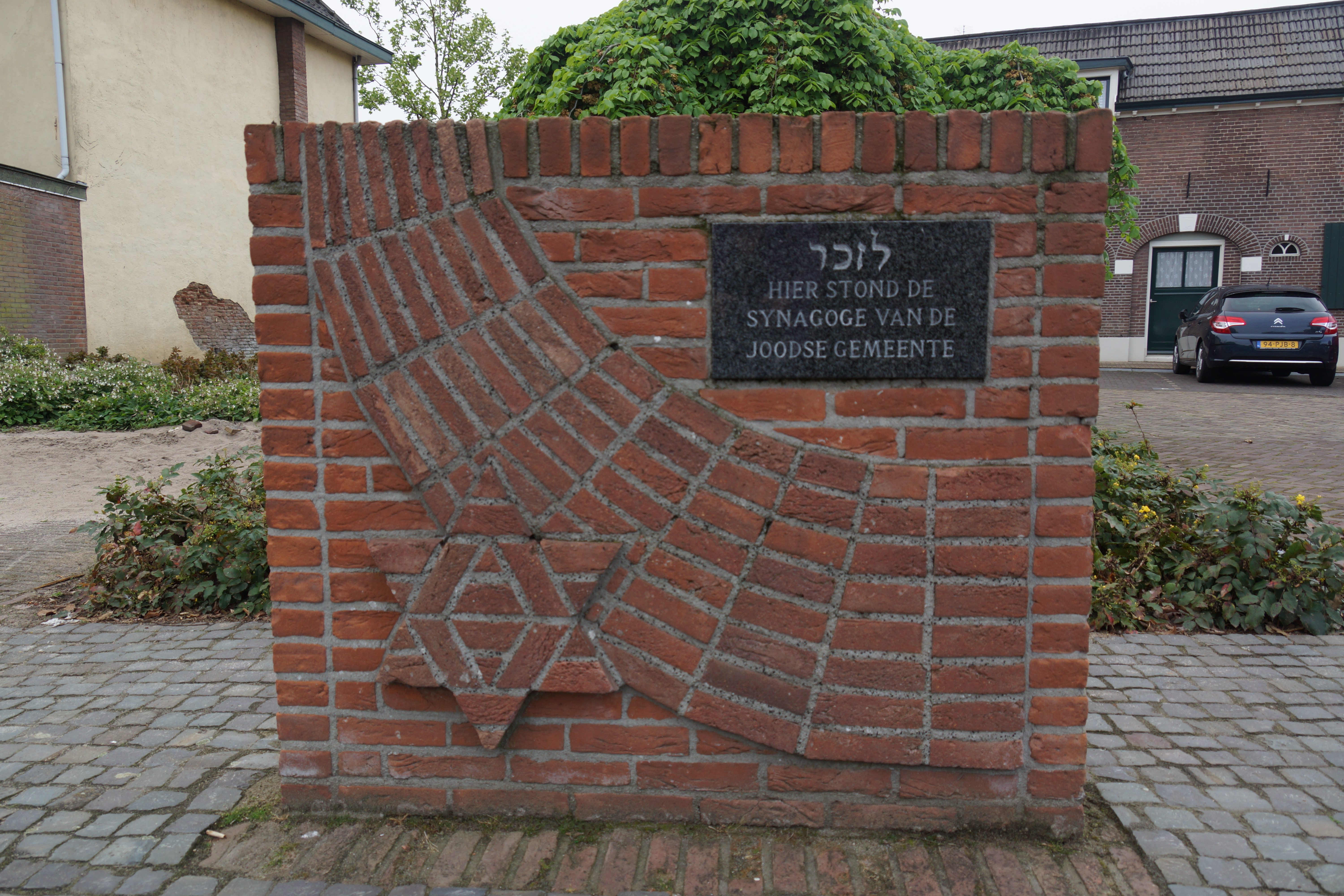
Denkmal zur Erinnerung an die Synagoge

Die Synagoge in Hengelo, einem Ortsteil der Gemeinde Bronckhorst in der niederländischen Provinz Gelderland, wurde 1872 errichtet. Die Synagoge stand an der heutigen Synagogestraat, der früheren Korte Hofstraat.
Im 18. Jahrhundert hatten sich erstmals Juden in Hengelo niedergelassen. Die Jüdische Gemeinde Hengelo hatte im Jahr 1899 mit 43 Mitgliedern ihren Höchststand erreicht.
Die jüdischen Bürger von Hengelo wurden während des Zweiten Weltkriegs von den deutschen Besatzern verfolgt und viele wurden in den Konzentrationslagern ermordet.
Die Synagoge wurde nach 1945 verkauft und einige Jahre später abgerissen. In der Synagogestraat erinnert ein Denkmal mit einem Davidstern und einem Schofar an die Synagoge.